# Сан Мартино (Козенца)
Сан Мартино је насеље у Италији у округу Козенца, региону Калабрија.
Према процени из 2011. у насељу је живело 223 становника. Насеље се налази на надморској висини од 839 м.